# Lasioglossum pseudofallax
Lasioglossum pseudofallax är en biart som först beskrevs av Blüthgen 1923.  Lasioglossum pseudofallax ingår i släktet smalbin, och familjen vägbin. Inga underarter finns listade i Catalogue of Life.